# Atta insularis
Atta insularis là một loài kiến ăn lá Tân Thế giới, trong họ Myrmicinae thuộc chi Atta. Loài này thuộc một trong hai chi kiến nấm thuộc tông Attini. Đây là loài loài kiến lớn nhất và nổi tiếng nhất của Cuba.

## Thư viện ảnh

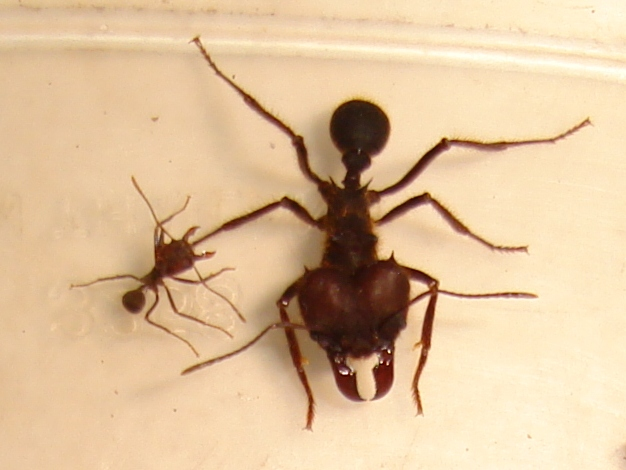
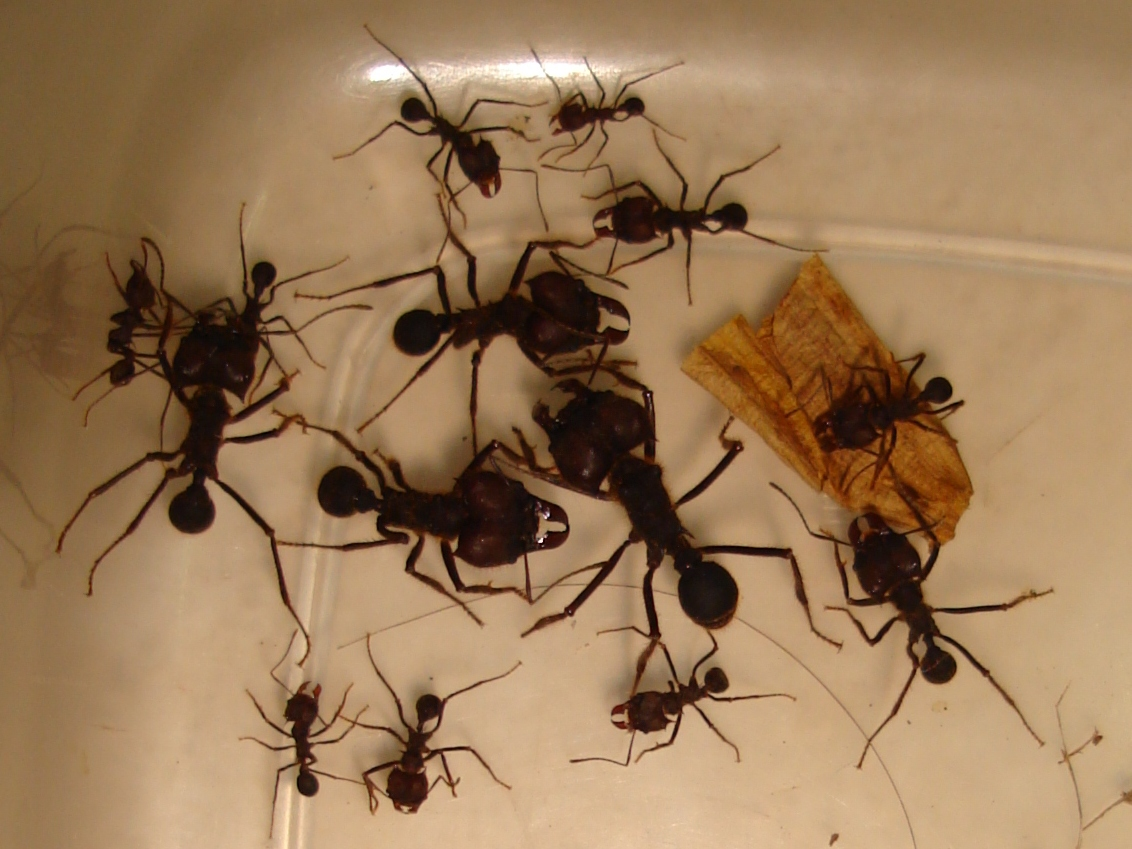